# Mannar
Mannar (tamil: மன்னார்) är en ort i Sri Lanka.   Den ligger i provinsen Nordprovinsen, i den nordvästra delen av landet, 230 km norr om huvudstaden Colombo. Mannar ligger 4 meter över havet och antalet invånare är 36 442.
Terrängen runt Mannar är mycket platt. Havet är nära Mannar åt sydost. Runt Mannar är det ganska tätbefolkat, med 83 invånare per kvadratkilometer. Det finns inga andra samhällen i närheten. 
Savannklimat råder i trakten. Årsmedeltemperaturen i trakten är 26 °C. Den varmaste månaden är mars, då medeltemperaturen är 28 °C, och den kallaste är februari, med 24 °C. Genomsnittlig årsnederbörd är 1 555 millimeter. Den regnigaste månaden är december, med i genomsnitt 365 mm nederbörd, och den torraste är juni, med 5 mm nederbörd.